# Dasowie
Dasowie – plemię wzmiankowane w Rygwedzie, świętej księdze hinduizmu, jako główni wrogowie  Ariów. Dasowie przedstawieni w Rygwedzie to najprawdopodobniej przedstawiciele kultury Harappy zwanej także Cywilizacją znad Indusu. Ich potomkowie do dzisiaj zamieszkują stany południowoindyjskie.

## Etymologia
- Słowo z sanskrytu wedyjskiego dāsa ma znaczenie niewolnik. Tak wedyjscy Ariowie określali zastaną ludność tubylczą[1].
- Inne znaczenie słowa dāsa to wielbiciel lub sługa. Wiele imion zawiera końcówkę -dāsa, np. Krysznadasa.

## Charakterystyka
Dasowie to według tradycji ludzie szpetni, wrogiej mowy, o ciemnej skórze i perkatych nosach. Posiadają wiele sztuk bydła, oraz mieszkają w fortecach zwanych "pur". Cywilizacja harappeńska jest najstarszą cywilizacją miejską na Dekanie, w latach świetności znacznie przewyższała Ariów pod względem stopnia rozwoju.
W czasach pisania Rygwedy, cywilizacja znad Indusu była już zniszczona, główne jej miasta: Harappa i Mohendżo-Daro leżały w gruzach. Zgodnie jednak z Rygwedą, Dasowie wciąż byli w stanie wystawić armie liczące nawet 10 000 ludzi, stąd informacja tam zawarta, iż aryjski bóg Indra "rozbił wiele fortec Dasów".